# Diecezja Kidapawan
Diecezja Kidapawan – diecezja rzymskokatolicka na Filipinach. Powstała w 1976 jako prałatura terytorialna. W 1982 promowana do rangi diecezji.

## Lista biskupów
- Federico Escaler, S.J. (1976 - 1980)
- Orlando Quevedo, O.M.I. (1980 - 1986)
- Juan de Dios Pueblos (1987 - 1995)
- Romulo Valles (1997 - 2006)
- Romulo de la Cruz (2008 - 2014)
- José Colin Bagaforo (od 2016)